# علي سعيدلو
علي سعيدلو ((بالفارسية: علی سعیدلو)) (من مواليد 10 أكتوبر 1952 في تبريز) سياسي إيراني كان رئيسًا لمنظمة التربية البدنية من 2009 إلى 2011. قبل ذلك ، كان نائب عمدة طهران من 2003 إلى 2005 في عهد محمود أحمدي نجاد ، وشغل منصب خلفه المؤقت حتى انتخاب محمد باقر قاليباف عمدة جديد.

## نشأته وتعليمه
ولد في 10 أكتوبر 1952 في تبريز ، محافظة أذربيجان الشرقية. تخرج عام 1975 من جامعة تبريز ثم انتقل إلى الولايات المتحدة ثم عاد إلى مسقط رأسه عام 1980.

## حياته المهنية
بدأت مسيرته السياسية الأولى في عام 1982 عندما تعيين نائباً للشؤون المالية في وزارة التجارة. ثم اختياره نائبا لوزير التجارة بعد ذلك بعامين وبعد ذلك نائبا لوزير التعاونيات. في عام 1990 ، ثم تعيين رئيسًا لوزارة الدفاع الإيرانية التي شغلت معظم سنواته السياسية هناك ، وشغل منصب رئيسه حتى عام 2002. بعد الانتخابات المحلية عام 2003 التي أدت إلى فوز محمود أحمدي نجاد كرئيس لبلدية طهران ، انتخب سعيدلو رئيساً لبلدية طهران. نائبه. تم انتخاب أحمدي نجاد في وقت لاحق كرئيس ، وسيدلو يشغل منصب القائم بأعمال عمدة طهران من 3 أغسطس إلى 17 سبتمبر 2005. وقد تم ترشيحه كوزير للبترول من قبل أحمدي نجاد في عام 2005 ، ولكن لم يتم تأكيده من قبل البرلمان الإيراني. في أغسطس 2009 ، تم تعيين سعيدلو من قبل أحمدي نجاد رئيسًا لمنظمة التربية البدنية ، وهو المنصب الذي شغله حتى أغسطس 2011.